# Lebbeus bidentatus
Lebbeus bidentatus is een garnalensoort uit de familie van de Hippolytidae. De wetenschappelijke naam van de soort is voor het eerst geldig gepubliceerd in 1976 door Zarenkov.